# Charles R. Saunders
Charles R. Saunders, también conocido simplemente como Charles Saunders (Elizabeth, Pennsylvania, 12 de julio de 1946 - mayo 2020) fue un escritor, guionista y periodista estadounidense. Posee una larga carrera como autor y ha escrito numerosas novelas de ficción y no-ficción, al igual que guiones para cine y radio. De ascendencia afroamericana, residó en Canadá.

## Obra

### Guionista
- Amazonas (1986, basada en su cuento Agbewe's Sword)
- Stormquest (1988)
- The Sam Langford Story (1987) – Guion para radio

### Novelas (ficción)
- Damballa (2011)
- Abengoni: First Calling (2014, novela de fantasía)

#### Saga de Imaro
1. Imaro (1981) Segunda edición (2006)
2. The Quest for Cush (1984) Segunda edición (2008)
3. The Trail of Bohu (1985) Segunda edición (2009)
4. The Naama War (2009)

#### Saga de Dossouye
1. Dossouye (2008)
2. Dossouye: The Dancers of Mulukau (2012)

### No ficción
- Sweat and Soul: The Saga of Black Boxers from the Halifax Forum to Caesars Palace (1990)
- Spirit of Africville (1992)
- Share & Care: The Story of the Nova Scotia Home for Colored Children (1994)[4]
- Black & Bluenose: The Contemporary History of a Community (2002)

### Ensayos
- Die Black Dog! A Look at Racism in Fantasy – Toadstool Wine (1975)
- Of Chocolate-Covered Conans and Pompous Pygmies – New Fantasy Journal #1 (1976)
- Out to Launch: 1950s Nostalgia – Dark Fantasy #10 (1976)
- Imaginary Beasts of Africa – Simba #1 (1976)
- More Imaginary Beasts of Africa – Simba #2 (1976)
- Why Blacks Don't Read Science Fiction – Windhaven #5 (1977)
- The Gods of Africa – Wax Dragon #1 (1977)
- Three African Superheroes – New Fantasy Journal #2 (1977)
- Farmer of the Apes – Borealis 2 (1979)
- Where Did Those Names Come From – Drums of Nyumbani #1 (1980)
- To Kush and Beyond: The Black Kingdoms of the Hyborian Age – Savage Sword of Conan #56 (1980)
- Fantasy: An International Genre – World Fantasy Convention (1984)
- Out of Africa – Dragon #122 (1987)
- Why Blacks Should Read Science Fiction – Dark Matter #1 (2000)

### Cuentos cortos no cobrados
- Bwala li Mwesu (alias "The Moon Pool", 1976)
- The Nunda (1976)
- Death Castle of Djenne (1976)
- Ishigbi (1976)
- The Blacksmith and the Bambuti (sobre el personaje Pomphis, 1977)
- Khodumodumo (1977)
- The Singing Drum (1977)
- Two Rogues (1977)
- Betrayal in Belverus ("Ghor, Kin Slayer capítulo VI", 1977)
- Cats in the Cellar (1977)
- Luendi (1977)
- Mai-Kulala (1977)
- The Skeleton Coast (1978)
- Amma (1978)
- Mbodze (1978)
- Okosene Alakun and the Magic Guinea-Fowl (1978)
- Through the Dark Past (coescrito con Gene Day) (1978)
- The City of Mists (coescrito con Kenneth Huff) (1978)
- Agbewe's Sword (1978)
- Kibanda ya Kufa (The Hut of Death) (1978)
- Death in Jukun (1979)
- The Return of Sundiata (1982)
- The Silent Ghosts (1982)
- Mzee (1984)
- Shimenege's Mask (1985)
- Marwe's Forest (1986)
- Death's Friend (1987)
- Drum Magic (1988)
- Ishu's Gift (1986)
- Out-Steppin' Fetchit (1987)
- The Last Round (1988)
- Scorpion Sand (fecha de publicación desconocida)
- Katisa (sobre la madre de Imaro) (fecha de publicación desconocida)
- In the Red Dawn (coescrito con Gene Day) (fecha de publicación desconocida)
- Imaro and the White Queen (fecha de publicación desconocida)

### AntologíaDark Matter
- Gimmile's Songs – Dark Matter No. 1 (2000)
- Yahimba's Choice – Dark Matter No. 2 (2004)

### Como editor
- Balik and the Sirens of Alcathoe (1977)